# Sri-lankische Badmintonmeisterschaft 2011
Die Sri-lankische Badmintonmeisterschaft 2011 fand Mitte Oktober 2011 in Colombo statt. Es war die 59. Austragung der nationalen Titelkämpfe im Badminton in Sri Lanka.

## Austragungsort
- Royal College Sports Complex, Colombo

## Finalergebnisse
| Disziplin    | Sieger                                           | Finalist                                     | Ergebnis           |
| ------------ | ------------------------------------------------ | -------------------------------------------- | ------------------ |
| Herreneinzel | Niluka Karunaratne                               | Dinuka Karunaratne                           | 21-16, 21-19       |
| Dameneinzel  | Achini Ratnasiri                                 | Thilini Pramodika                            | 21-8, 20-22, 21-19 |
| Herrendoppel | Niluka Karunaratne Dinuka Karunaratne            | Hasitha Chanaka Rajitha Sandeepana Dhanayaka | 21-12, 21-18       |
| Damendoppel  | Achini Ratnasiri Upuli Weerasinghe               | Chandrika de Silva Susmita Illangakoon       | 21-17, 21-16       |
| Mixed        | Niluka Karunaratne Kavindi Ishandika Sirimannage | Nuwan Hettiarachchi Achini Ratnasiri         | 21-19, 21-14       |